# José Feliciano de Oliveira
José Feliciano de Oliveira (Jundiaí, 6 de março de 1868 — São Paulo, 3 de julho de 1962) foi um astrônomo, escritor e professor brasileiro. Formado em 1887 pela Escola Normal de São Paulo, foi nomeado professor primário em 1889, em 1893 ingressou no corpo docente da Escola Normal. Foi colunista dos jornais A Província de São Paulo, Correio Paulistano, Le Figaro, Le Monde, e Jornal do Comércio, além de ser membro-fundador da Academia Paulista de Letras

## Infância
Iniciou o seu estudo em sua cidade natal, de família humilde, aos 12 anos de idade começou a trabalhar como agente-auxiliar do Correio. Por um feliz acaso, encontrou, no prédio da Prefeitura, uma coleção de livros abandonados. Leu-os, daí surgindo a ideia de fundar o primeiro Gabinete de Leitura da cidade, o que fez em 1882, quando trocou o trabalho na agência do Correio pela função de secretário de José de Queiroz Telles. Com o apoio deste prestigioso intelectual, conseguiu atrair para o seu projeto as pessoas cultas da cidade alcançando mais de 40 sócios. Nesse empreendimento, que infelizmente não foi à frente, teve o apoio de cidadãos ilustres dentre os quais José Flávio Martins Bonilha, Artur Guimarães, um dos futuros desembargadores Miguel Brito Bastos e Inácio Arruda, Carolino Bolívar de Araripe Sucupira (o Major Sucupira, veterano da Guerra do Paraguai) e outros membros da família Queiroz Telles.

## Carreira
Mudou-se para São Paulo, onde se graduou na Escola Normal como professor em 1887. no ano seguinte, fundou a Revista dos Novos, em que colaboraram nomes importantes de nossas letras. Foi então que José Feliciano, começou a ser conhecido, através, principalmente, de estudos sobre o balão de Júlio César Ribeiro de Sousa e sobre Sarah Bernhardt. Da Revista, que durou um ano, passou a escrever para A Redençao e Procelária, mostrando-se como abolicionista e republicano. Ainda em 1888, sob a direção de Rangel Pestana colaborou com o Jornal A Província de São Paulo, que um ano depois converteria-se no O Estado de São Paulo. Colaborou também como jornalista no Correio Paulistano e O Democrata, de Niterói, publicando artigos em prol da República.
Vencedor de concurso para uma cadeira do ensino público, foi preterido por motivos políticos, um deles o fato de ser positivista. Levantou polêmica pela imprensa e, quando ascendeu à presidência da Província o ilustre general Couto de Magalhães, este lhe fez a devida justiça, seis anos depois de formado, ingressou no corpo docente da Escola Normal da Praça da República, regendo ali, por longos anos, as cadeiras de Astronomia e Mecânica, além de professor substituto de Português e Latim. Lecionando e escrevendo na imprensa, realizou campanhas em prol da educação popular e, com o auxílio de um intendente municipal, criou três escolas para operários.
Em seus estudos e ensinamentos de astronomia, viu a necessidade de fazer observações sendo as primeiras feitas a olho nu, um aperfeiçoamento das noções assim adquiridas requer mais tarde o uso de instrumentos adequados, que permitam uma exploração mais detalhada do espaço celeste. Não encontrando apoio no governo para construir um pequeno observatório para seus alunos, só tinha recebido uma pequena luneta astronômica, um globo celeste e uma esfera armilar. O professor Feliciano não recuou diante dessa dificuldade, nem mesmo tendo que fazer um sacrifício pessoal, decidiu construir uma torre em sua residência torre. Por volta de 1895, completada a construção da torre, não havia nem cúpula, nem instrumento para nela ser instalado. Um outro entusiasta da astronomia, o professor João Lourenço Rodrigues e possuía uma luneta com 135mm de abertura, sem ter no entanto um local adequado para sua instalação.  Em entendimentos com o prof. Feliciano, este mandou construir a cúpula giratória e assentada a cúpula, dirigiu pessoalmente o assentamento da equatorial cedida pelo prof. João Lourenço. Segundo uma declaração de João Lourenço na aula inaugural: "Ele tinha uma torre sem luneta e eu uma luneta sem torre".
Em 1902 foi à Europa, em viagem de estudos, onde proferiu a conferência A Educação e a Urbanidade, cuja importância foi reconhecida pelo Governo do Estado, que decidiu imprimir o conteúdo e distribuir às escolas. Em 1952, 50 anos depois, o conteúdo foi reeditado por iniciativa do médico João Martinho de Azevedo, para ser distribuída aos congressistas reunidos na Universidade de São Paulo. Frequentador de bibliotecas e arquivos, ao mesmo tempo escrevia artigos de grande repercussão, entre os quais alguns sobre vultos históricos como José Bonifácio e Benjamim Constant. Ao ser suprimida sua cadeira de Astronomia na Escola Normal, deixou o Brasil em 1911, embarcou novamente para a França, permanecendo durante os 40 anos seguintes. Na capital francesa, tornou-se colaborador dos jornais Le Figaro e Le Monde, ao mesmo tempo que prosseguia colaborando com o Jornal do Comércio e O Estado de São Paulo, publicando neste último a coluna Cartas de Paris. Desde então, até 1939, lecionou e ministrou uma série de cursos e conferências na Universidade de Sorbonne, versando sobre Astronomia, Filosofia e História do Brasil. Essas aulas foram dadas nas Faculdades de Letras e Ciências, no Palais de la Mutualité, no Institute de Histoire des Sciences (anexo à Universidade de Paris) e no Colège Livre des Sciences Sociales, do qual se tornou catedrático. Foi também um dos fundadores da Academia Paulista de Letras e membro da Societé Astronomique de France (SAF).
Em 1951, interrompendo seu exílio, veio ao Brasil, sendo recebido com júbilo na Assembleia Legislativa de São Paulo. Retornando à França, permaneceu até 1958 e, ao regressar definitivamente ao Brasil, já com 91 anos de idade, trouxe consigo sua biblioteca, composta por nada menos que 12 mil livros escolhidos. Viveu os últimos anos de sua vida em São Paulo, onde faleceu. Seu corpo foi trasladado para Jundiaí, para ser sepultado no jazigo de sua família no Cemitério Nossa Senhora do Desterro, conforme sua expressa recomendação.

## Obras
- O Balão Júlio César: A Direção dos Balões, 1888[2]
- Cometas, Estrelas Cadentes e Bólidos, 1902[2]
- A Educação e a Urbanidade, 1902[6]
- Le positivisme religieux: La religion de l'Humanité, 1957[6]